# 테일러 파크스
테일러 파크스(Tayla Parx, 1993년 9월 16일 ~ )는 미국의 싱어송라이터, 배우이다.

## 음반 목록

### 정규 음반
- We Need to Talk (2019)
- Coping Mechanisms (2020)

### EP
- A Blue State (2020)